# Valérie Lemercierová
Valérie Anne Marie Lemercierová (* 9. března 1964 Dieppe) je francouzská herečka, režisérka a zpěvačka.

## Životopis
Pochází z rodiny zámožného sedláka a starosty normandské obce Gonzeville, má tři sestry. Absolvovala konzervatoř v Rouenu a od roku 1988 hrála v komediálním televizním seriálu Palace. V roce 1990 ji režisér Louis Malle obsadil do filmu Milou v máji s Michelem Piccolim v titulní roli. O rok později hrála v akční parodii Operace Corned Beef s Jeanem Renem a Christianem Clavierem, s nimiž se setkala také ve filmu Návštěvníci, kde vytvořila hlavní ženskou dvojroli. Objevila se také v americké kinematografii, když ji Sydney Pollack obsadil do filmu Sabrina (1995). Vedle komediálních rolí se představila i v psychologickém dramatu Páteční večer, natočeném podle románu Emmanuèle Bernheimové. Hrála maminku hlavního hrdiny ve filmu Mikulášovy patálie a slečnu Macintoshovou ve filmu Asterix a Obelix ve službách Jejího Veličenstva. Podle vlastního scénáře režírovala filmy 100% cachemire a Marie-Francine, v nichž ztvárnila hlavní roli. Působí také jako divadelní herečka v pařížském Théâtre du Palais-Royal, vystupuje s vlastní one woman show, za kterou získala tři Molièrovy ceny, věnuje se rovněž dabingu. Ilustruje knihy pro nakladatelství Éditions Larousse, nazpívala album Valérie Lemercier chante (1995) a spolupracovala také s Françoise Hardyovou a irskou hudební skupinou The Divine Comedy.
Dvakrát obdržela Césara pro nejlepší herečku ve vedlejší roli: v roce 1994 za Návštěvníky a v roce 2007 za film Sedadla v parteru. Navíc byla dvakrát na Césara nominována a v letech 2006 a 2007 moderovala slavnostní předávání cen.
Jejím přítelem byl hudebník Bertrand Burgalat.

## Filmografie
- 1990 Milou v máji
- 1990 Après après-demain
- 1991 Operace Corned Beef
- 1992 Rej výtržníků
- 1992 Sexes faibles!
- 1993 Návštěvníci
- 1994 Modrá přilba
- 1995 Sabrina
- 1997 Quadrille
- 1999 Le Derrière
- 2002 Páteční večer
- 2004 RRRrrrr!!!
- 2005 Taková normální královská rodinka
- 2006 Sedadla v parteru
- 2006 Le héros de la famille
- 2008 Agathe Cléryová
- 2009 Mikulášovy patálie
- 2009 Můj život v Neuilly
- 2011 Beur sur la ville
- 2011 Láska na tři roky
- 2011 Monte Carlo
- 2011 Vítejte na palubě
- 2012 Asterix a Obelix ve službách Jejího Veličenstva
- 2012 Main dans la main
- 2012 Sbohem Berthe
- 2013 100% cachemire
- 2014 Mikulášovy patálie na prázdninách
- 2017 Marie-Francine
- 2020 Hlas lásky